# 丹麥交通
丹麥交通高度發達且現代化。丹麥國內高速公路網長1,111 km，鐵路網全長2,667 km。大貝爾特橋（1997年通車）和小貝爾特橋的開通極大便利了丹麥大陸部分和各島之間的交通。哥本哈根機場和比隆機場是丹麥的兩大國際機場，有開往世界各地的航班。此外丹麥還有開往法羅群島、格陵蘭島、冰島、德國、瑞典、挪威和英國的輪渡